# Anthony Glaser
Anthony Glaser (1490 – 1551) è stato un pittore svizzero, specializzato nella pittura di vetrate.

## Biografia

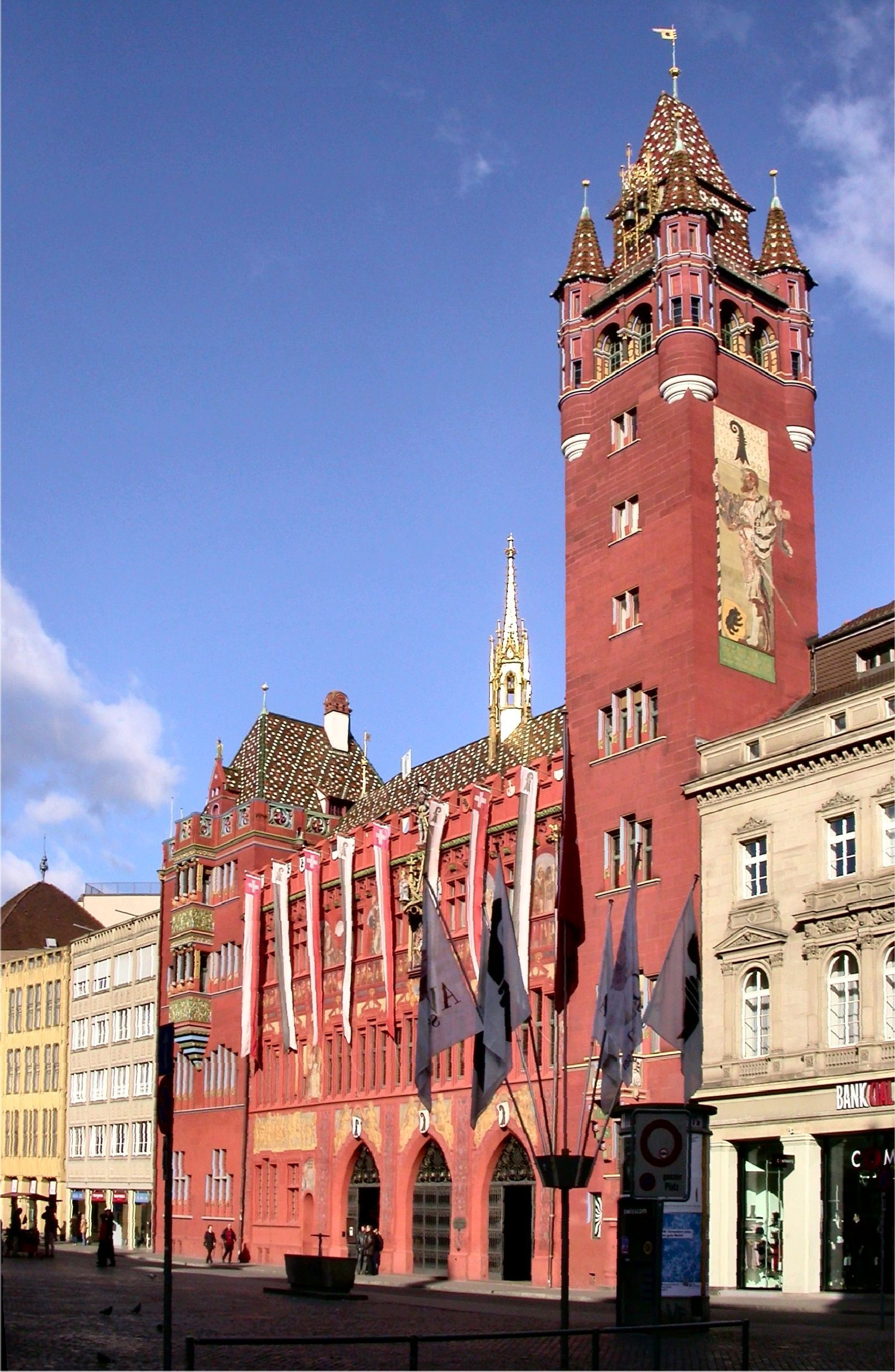
La facciata del Municipio di Basilea

Anthony Glaser fu un pittore di vetrate svizzero, attivo a Basilea tra il 1517 e il 1520.
Alcuni documenti storici della città elvetica descrivono i lavori di Glaser, assieme a quelli di suo colleghi, come Urs Graf e Hans Holbein il Giovane, che ebbero qualche influenza nello stile di Glaser, come è possibile vedere nella serie di vetrate che eseguì per il palazzo comunale di Basilea.

## Opere
- Serie di vetrate per il palazzo comunale di Basilea (1517-1520).